# تنل
تنل (به فرانسوی: Thenelles) یک کمون در فرانسه است که در ان (ا-دو-فرانس) واقع شده‌است. تنل ۶٫۹۹ کیلومتر مربع مساحت و ۵۵۴ نفر جمعیت دارد و ۷۱ متر بالاتر از سطح دریا واقع شده‌است.